# Liste des autoroutes de la Suède

Panneau autoroutier suédois

Carte des autoroutes de Suède

## Introduction
Le réseau autoroutier suédois est long d'environ 1600 kilomètres. La vitesse y est généralement limitée à 110 km/h. Toutes les autoroutes en Suède sont gratuites. Le système suédois de numérotation des routes n'a pas de catégorie séparée pour les autoroutes. Une route peut se composer de tronçons d'autoroutes et d'autres qui ne le sont pas. Quand une autoroute est construite entre deux endroits, l'autoroute reprend le numéro de la dernière route principale entre ces endroits, et cette dernière est rétrogradée à une catégorie inférieure (normalement route départementale secondaire (sekundär länsväg)). La plupart des autoroutes sont intégrées au réseau européen (Les routes européennes sont intégrées au système suédois comme une catégorie séparée, qui n'a pas des numéros additionnels comme en France.). Les autres font normalement partie des routes de la catégorie routes nationales (riksvägar), mais il y a aussi quelques tronçons d'autoroute dans la catégorie des routes départementales primaires (primära länsvägar) aux environs des villes les plus grandes. Il n'y a pas d'autoroute à péage si ce n'est au pont de l'Øresund et, temporairement, au pont de Svinesund.
Ce réseau d'autoroutes participe aux réseaux autoroutiers européens.

## Liste des autoroutes suédoises

### E4

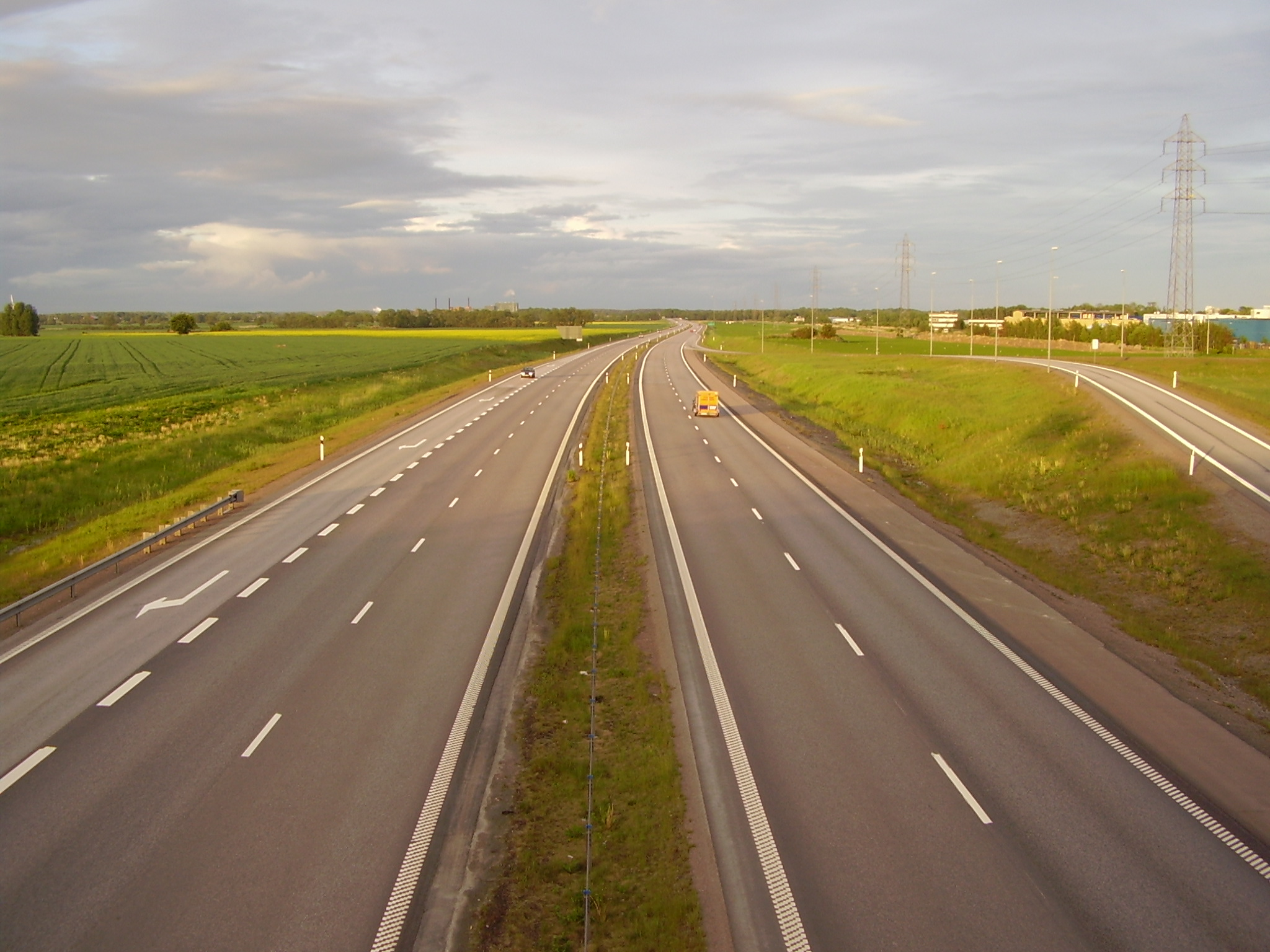
L'E4 à Linköping

Relie Helsingborg à Haparanda (frontière finlandaise) via Jönköping, Linköping, Norrköping, Stockholm, Uppsala, Gävle, Sundsvall, Örnsköldsvik, Umeå et Luleå. Aux normes autoroutières
- entre Helsingborg et Gävle (738 km)
- entre Gävle et Berby (sv) (33 km) (2+1 Voie rapide)
- entre Söderhamn et Hudiksvall (57 km) (2+2 Voie rapide)
- aux environs de Sundsvall (34 km)
- aux environs de Piteå (~6 km)

Cette autoroute se confond avec l'E20 entre Södertälje et Stockholm.

### E6
Relie Trelleborg au Svinesundsbron (frontière norvégienne) via Malmö, Helsingborg et Göteborg. Aux normes autoroutières
- entre Maglarp et Svinesundsbron (474 km)

Cette autoroute se confond avec l'E22 entre Vellinge et Malmö et avec l'E20 entre Malmö et Göteborg.

### E18

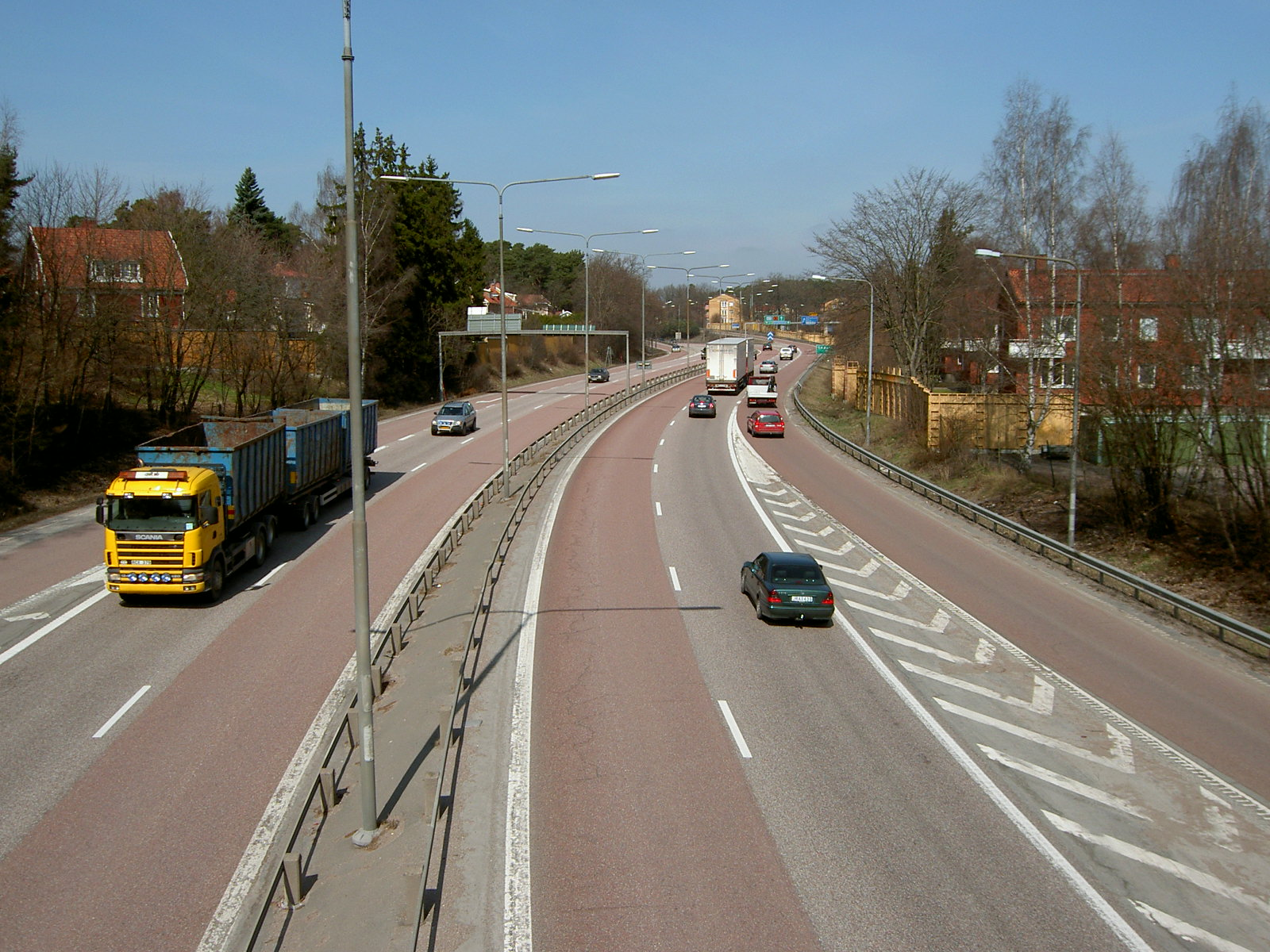
L'E18 à Västerås

Relie la frontière norvégienne à la Mer Baltique via Karlstad, Karlskoga, Örebro, Västerås et Stockholm. Aux normes autoroutières.
- aux environs de Segmon (village 40 km à l'ouest de Karlstad) (6 km)
- entre Karlstad et Skattkärr (19 km)
- entre Skattkärr et Väse (15 km) (1 km 2+2 et 14 km 2+1 Voie rapide)
- entre Lekhyttan et Stockholm (206 km)
- à l'est de Stockholm (aux environs de Täby) (~14 km)
- entre Bergshamra et Rosenkälla (15 km)
- entre Rosenkälla et Söderhall (19 km) (2+1 Voie rapide)
- entre Söderhall et Norrtälje (24 km)

Cette autoroute se confond avec l'E20 entre Örebro et Arboga.

### E20
Relie Øresundsbron (frontière Danemark) à Stockholm via Malmö, Helsingborg, Göteborg, Örebro, Eskilstuna et Södertälje. Aux normes autoroutières
- entre Øresundsbron, Malmö et Tollered (30 km à l'est de Göteborg) (~221 km)
- entre Ingared et Alingsås (9,7 km)
- entre Lundsbrunn et Holmestad (12 km)
- entre Vretstorp et Arboga (87 km)
- entre Torpunga et Eskilstuna (14,7 km) (2+1 Voie rapide)
- entre Eskilstuna et Stockholm (118 km)

Cette autoroute se confond avec l'E6 entre Malmö et Göteborg ; avec l'E18 entre Örebro et Arboga et avec l'E4 entre Södertälje et Stockholm.

### E22

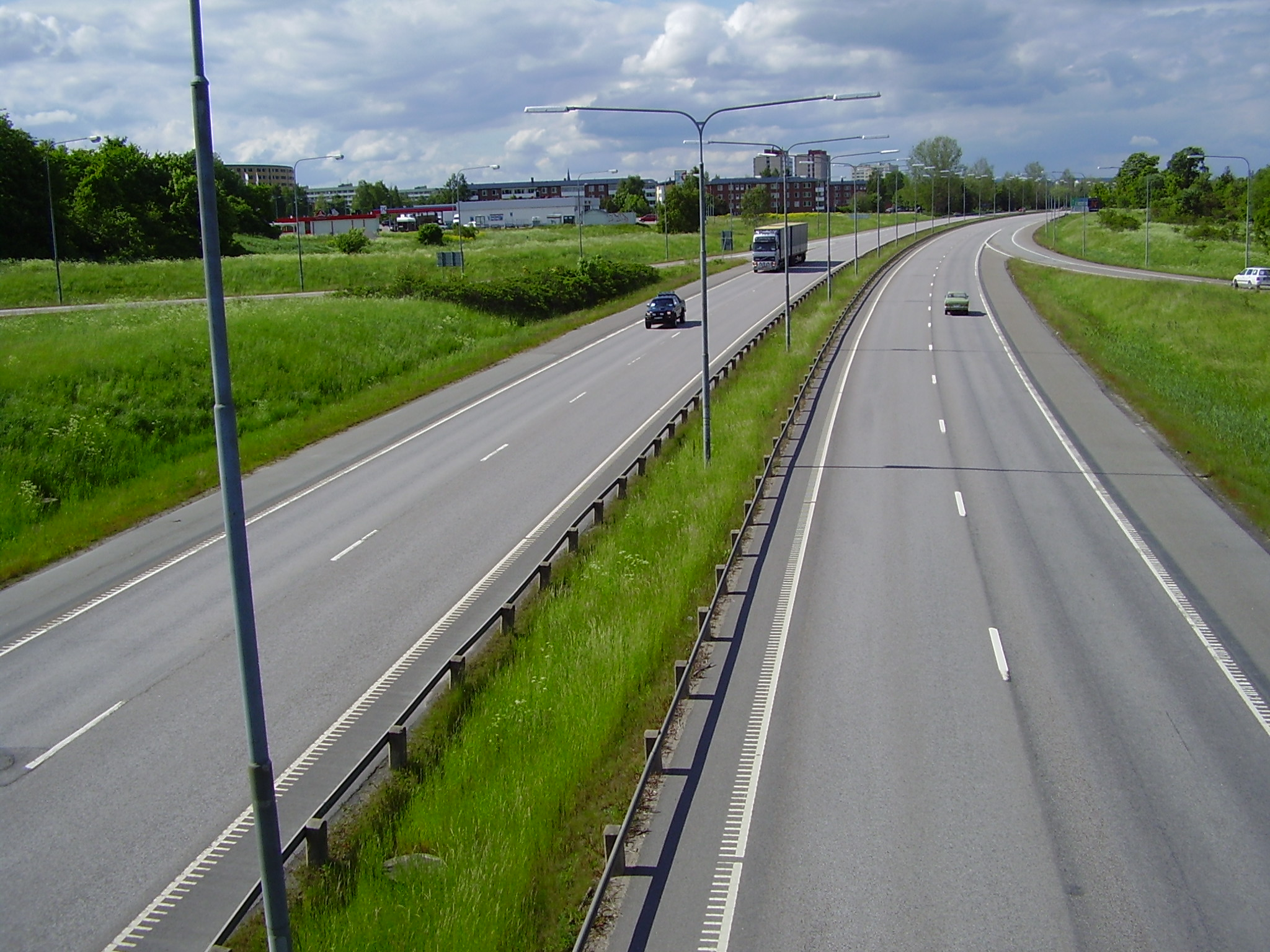
L'E22 au sud de Norrköping

Relie Trelleborg à Norrköping via Malmö, Lund, Kristianstad, Karlskrona et Kalmar. Aux normes autoroutières
- entre Maglarp et Fogdarp (73,2 km)
- aux environs de Hörby (6,6 km) (2+1 Voie rapide)
- entre Hörby et Kristianstad (32 km)
- entre Gualöv et Mörrum (31 km)
- entre Mörrum et Björketorp (43 km) (2+1 Voie rapide)
- aux environs de Karlskrona (5 km)
- aux environs de Kalmar (8,5 km)
- au sud de Norrköping (3,5 km)

Cette autoroute se confond avec l'E6 entre Vellinge et Malmö.

### E45
Relie Göteborg à Karesuando via Trollhättan, Säffle, Mora, Östersund et Arvidsjaur. Aux normes autoroutières
- entre Göteborg et Trollhättan (75 km)
- entre Segmon et Ed (6 km)

### E65
Relie Malmö à Ystad. Aux normes autoroutières
- entre Malmö et Tittente (16 km)

### 40
Relie Göteborg à Jönköping via Borås. Aux normes autoroutières
- entre Göteborg et Dållebo (82 km)
- aux quartiers de Haga à Jönköping (2 km)

Autoroutes en construction:
- entre Dållebo et Hester (16 km), ouverture 2015

### 80
Relie Gävle à Rättvik via Sandviken et Falun. Aux normes autoroutières
- entre Gävle et Sandviken (20 km)
- aux environs de Sandviken (4 km) (2+1 Voie rapide)

## Autres autoroutes

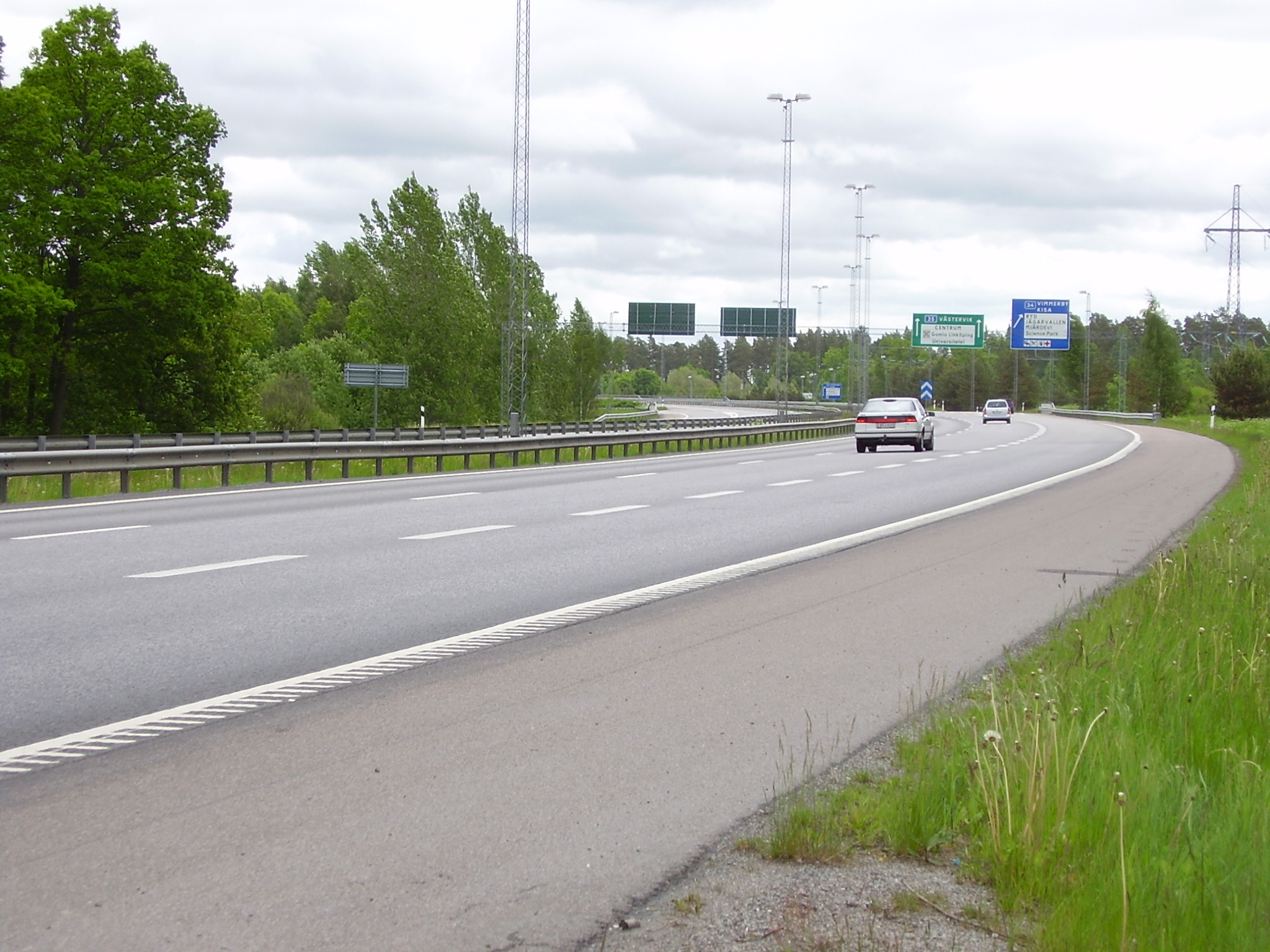
34 et 36 à Linköping

- E65
- Autoroute 11
- Autoroute 28
- Autoroute 35
- Autoroute 34/36
- Autoroute 44
- Autoroute 53
- Autoroute 73
- Autoroute 75
- Autoroute 222
- Autoroute 226
- Autoroute 229
- Autoroute 260
- Autoroute 265
- Autoroute 273